# خطر پرواز
خطر پرواز (به انگلیسی: Flight Risk) یک فیلم اکشن، جنایی و دلهره‌آور آمریکایی محصول سال ۲۰۲۵ به کارگردانی مل گیبسون با بازی مارک والبرگ است. داستان خلبانی (والبرگ) را دنبال می‌کند که یک مارشال هوایی (داکری) و یک فراری (گریس) را به سراسر بیابان آلاسکا منتقل می‌کند، جایی که هویت و نیات سرنشینان زیر سوال می‌رود.
این فیلم در ۲۴ ژانویه ۲۰۲۵ توسط لاینزگیت در ایالات متحده منتشر شد.

## خلاصه داستان
یک مارشال هوایی که یک فراری را از طریق یک هواپیمای کوچک به سراسر بیابان آلاسکا منتقل می‌کند، وقتی شک می‌کند که خلبان آنها کسی نیست که تظاهر می‌کند، خودش را گرفتار می‌یابد و …

## بازیگران
- میشل داکری در نقش مدولین هریس، معاون مارشال ایالات متحده.
- مارک والبرگ در نقش خلبان / "داریل بوث"، یک قاتل که در لباس خلبان تگزاسی ظاهر شده است.
- توفر گریس در نقش وینستون، حسابداری که به یک خبرچین تبدیل شده است.
- لیا رمینی (فقط صدا) در نقش کارولین ون سنت، افسر مادولین.
- پل بن ویکتور (فقط صدا) به عنوان کارگردان کولریج، عامل مسئول عملیات.
- معاذ علی (فقط صدا) در نقش حسن، خلبانی که هواپیما را از زمین هدایت می کند.
- منیب ابهات در نقش حسن در پایان فیلم روی پرده ظاهر می‌شود.

## تولید
فیلمبرداری اصلی در لاس وگاس در ۱۶ ژوئن ۲۰۲۳ آغاز شد. فیلمبرداری به مدت دو روز در مسکیت، نوادا در ژوئیه ۲۰۲۳ انجام شد. فیلمبرداری همچنین در آلاسکا انجام شد. در اوت ۲۰۲۳، والبرگ تأیید کرد که فیلمبرداری به پایان رسیده است. از آنجایی که فیلمبرداری در اعتصاب نویسندگان در سال ۲۰۲۳ اتفاق افتاد، ولی به فیلمسازان اجازه داد تا فیلمبرداری را ادامه دهند.

## بازخوردها
- این فیلم نقدهای منفی از سوی منتقدان دریافت کرد.
- در وب‌سایت جمع‌آوری نقد راتن تومیتوز بر اساس رای ۸۵ نقد منتقد، با میانگین امتیاز ۴٫۵ از ۱۰ تأیید شده است.
- در متاکریتیک، که از میانگین وزنی استفاده می‌کند، بر اساس رای ۲۵ منتقد، امتیاز ۳۸ از ۱۰۰ را به فیلم اختصاص داد که نشان‌دهنده نقدهای «به‌طور کلی نامطلوب» است.
- تماشاگران شرکت‌کننده در نظرسنجی سینماسکور به فیلم نمره متوسط «C» را در مقیاس A+ تا F دادند. در حالی که آنهایی که توسط پست‌ترک نظرسنجی کردند ۷۰٪ نمره مثبت به این فیلم دادند.
- کلینت ورتینگتون از راجرایبرت.کام به فیلم یک و نیم ستاره از چهار ستاره داد.[۱۰]
- در روز اول آن ۴٫۴ میلیون دلار به دست آورد که شامل ۹۵۰ هزار دلار از پیش نمایش‌های پنجشنبه شب بود.[۱۱] این فیلم در افتتاحیه فروش‌اش به ۱۲ میلیون دلار رسید و در صدر باکس آفیس قرار گرفت.[۱۲]